# Roberto Tibau
Roberto José Goulart Tibau (Niterói, 9 de agosto 1924 – São Paulo, 17 de agosto de 2003) foi um arquiteto e urbanista brasileiro.

## Formação e atividade profissional
Ingressou na extinta Escola Nacional de Belas Artes (Enba) da Faculdade de Arquitetura e Urbanismo da Universidade Federal do Rio de Janeiro em 1945 e terminou a sua formação universitária em 1949.
Posteriormente muda-se para São Paulo, onde exerceu toda sua atividade profissional.
Pertenceu à geração de arquitetos influenciados pela “Escola Carioca”, que marcou a produção arquitetônica paulista principalmente na Arquitetura Escolar, notadamente no Convênio Escolar onde iniciou seus trabalhos, a convite de Hélio Duarte.
Em paralelo à atividade profissional, Tibau teve uma longa vida acadêmica como professor da Faculdade de Arquitetura e Urbanismo (FAU) da USP (da graduação a partir de 1957 e da pós-graduação a partir de 1977). Após sua aposentadoria compulsória pela USP, manteve-se atuante como professor do Curso de Arquitetura e Urbanismo da Universidade São Judas Tadeu.

## Principais projetos
- Planetário Professor Aristóteles Orsini
- Escola de Astrofísica
- Teatro Paulo Eiró
- Teatro João Caetano
- Teatro Arthur Azevedo
- Núcleo Educacional  para Crianças Surdas[1]
- Conjunto Educacional D. Pedro I (no bairro São Miguel Paulista)[1]
- Escola de Aplicação ao Ar Livre, 1951[1]
- Colégio Santa Cruz
- Capela do Jaguaré
- Sanatório Ismael, Amparo, 1967
- IBC – Instituto Brasileiro do Café, Campinas, 1971